# Estação Velázquez

Mapa de localização.

Velázquez é uma estação da Linha 4 do Metro de Madrid .

## História
A estação foi inaugurada em 23 de março de 1944.